# Dirk Bogarde
Derek Jules Gaspard Ulric Niven van den Bogaerde (Londen, 28 maart 1921 – aldaar, 8 mei 1999), beter bekend onder zijn artiestennaam Dirk Bogarde, was een Brits acteur en schrijver.

## Biografie

### Jonge jaren
Bogarde werd geboren in de Londense buitenwijk Hampstead. Zijn vader, Ulric van den Bogaerde, was kunstredacteur van The Times en half-Vlaams. Zijn moeder Margaret Niven was een voormalig actrice. Bogarde had een oudere zus, Elizabeth, en een jongere broer, Gareth. Zijn jeugd bracht hij door in Sussex, waar hij werd opgevoed door zijn zus en door zijn nanny, Lally.
Hij volgde de Allen Glen's School te Glasgow. Na zijn studie aan de University College van Londen ging hij reclameontwerpen studeren aan Chelsea Polytechnic. Tijdens zijn studie begon hij te acteren. Gedurende de jaren dertig verdiende hij zijn geld als reclamemaker en toneelontwerper om een acteerstudie te bekostigen. Zijn toneeldebuut maakte hij in een klein theatertje bij de Amersham Repertory Company in 1939. Datzelfde jaar maakte hij tevens zijn filmdebuut in een tekstloze figurantenrol in de komedie Come On George van George Formby.
Bogarde ging in 1940 bij het Britse leger, waar hij diende in de Tweede Wereldoorlog. Hij kreeg hier de bijnaam "Pip". Tijdens de oorlog schreef hij het gedicht Steel Cathedrals, dat in 1943 werd gepubliceerd. In 1945 nam hij deel aan de bevrijding van het concentratiekamp Bergen-Belsen. Uiteindelijk keerde hij na vijf jaar terug uit de oorlog met zeven medailles en de rang van majoor.

### Acteercarrière
Al snel na zijn terugkeer zette Bogarde de acteercarrière voort die hij in 1939 was begonnen. In 1947 speelde hij in Londen in het toneelstuk Power Without Glory, waarbij hij onder andere werd opgemerkt door een talentscout voor de Rank Organisation. Bogarde tekende een filmcontract bij deze maatschappij en al in 1947 had hij zijn eerste filmrol met tekst, Dancing With Crime. In 1948 speelde hij zijn eerste hoofdrol in de film Esther Waters van Wessex Films, nadat Stewart Granger, de beoogde hoofdrolspeler, zich terugtrok uit de film. Het succes van deze film leverde hem een contract van veertien jaar op bij Wessex.
In 1950 werd Bogarde bij het grote publiek bekend als talentvol acteur in zijn rol van de jonge copkiller Tom Riley in de misdaadthriller The Blue Lamp. In 1954 werkte hij voor het eerst samen met de uit de Verenigde Staten gevluchte regisseur Joseph Losey in de film The Sleeping Tiger. Hij werd een groot ster in 1954 met zijn rol van dokter Simon Sparrow in de komedie Doctor in the House, een zeer succesvolle film waarop twee vervolgen kwamen, Doctor at Sea (1955) en Doctor at Large (1957). Dokter Simon Sparrow maakte van Bogarde een vrouwenidool en een van de populairste en succesvolste Britse acteurs van de jaren vijftig. In 1960 maakte hij zijn enige Hollywoodfilm, Song Without End van George Cukor, waarin hij componist Franz Liszt speelde.
Latere rollen waren meer gewaagd, zoals Basil Deardens controversiële Victim uit 1961, de eerste Britse film die sympathiek met het onderwerp homoseksualiteit omging. Bogarde speelde hierin een getrouwde advocaat die werd gechanteerd met zijn geheime homoseksualiteit. Het onderwerp lag, in een tijd waarin homoseksualiteit nog verboden was in het Verenigd Koninkrijk, zeer gevoelig bij het publiek, en Bogarde verloor veel fans uit zijn "Dokter Simon Sparrow"-tijd. Het opende wel de weg voor hem naar meer uitdagende rollen in arthouse-films.
In de jaren zestig werkte hij weer enkele malen samen met Losey, wat resulteerde in de films The Servant (1963), King and Country (1964) en Accident (1967). Ook maakte hij met regisseur John Schlesinger de film Darling (1965). Mede door deze films en Victim kreeg Bogarde ook meer waardering bij filmcritici. Tweemaal kreeg hij de BAFTA voor Beste Acteur, voor zijn rollen als decadente bediende in The Servant en als televisieverslaggever in Darling.
Bogarde en Julie Christie, zijn tegenspeelster in Darling, waren twee van de belangrijkste gegadigden voor de hoofdrollen in Dr. Zhivago (1965). Tijdens de opnames van Darling kregen ze te horen dat Bogarde de rol niet had gekregen, maar Christie wel. De hoofdrol ging uiteindelijk naar Omar Sharif.
In latere jaren was Bogarde in minder films te zien. Hij speelde in twee films van Luchino Visconti, The Damned (1969) en Death in Venice (1971). Zijn rol als de stervende componist Gustav von Aschenbach in Death in Venice is tegenwoordig waarschijnlijk Bogardes bekendste filmrol. In 1974 speelde hij in het controversiële The Night Porter van Liliana Cavani. In deze film was hij te zien als een ex-nazi-officier die na jaren de vrouw tegenkomt die tijdens de oorlog in een concentratiekamp zijn seksslavin was. In de groots opgezette oorlogsfilm A Bridge Too Far (1977) was hij te zien als luitenant-generaal Frederick Browning. Hij was van alle acteurs in de film overigens de enige die daadwerkelijk had gevochten in de Slag om Arnhem. Andere films waren Providence van Alain Resnais (1977), waarin hij tegenover Sir John Gielgud speelde, en Despair van Rainer Werner Fassbinder (1978). Na een afwezigheid van twaalf jaar maakte hij in 1990 zijn laatste film, Daddy Nostalgie met Jane Birkin.
In 1984 werd Bogarde gevraagd om de jury-voorzitter te zijn op het Filmfestival van Cannes. Dit was een grote eer, aangezien hij de eerste Brit was die werd gevraagd voor deze positie.

### Carrière als auteur
In de jaren zeventig speelde Bogarde in minder films, waardoor hij zich kon richten op een tweede carrière, als schrijver. Hij schreef een reeks van autobiografieën, te beginnen met A Postillion Struck by Lightning uit 1977, en meerdere romans.

### Privéleven
Bogarde was de oudoom van de zangeres Birdy. Hij is nooit getrouwd geweest. Alhoewel vaak gedacht werd dat hij homoseksueel was, heeft hij dit nooit toegegeven. Zijn meest serieuze relatie met een vrouw was met de Franse actrice Capucine; er was zelfs even sprake van een mogelijk huwelijk. Hij heeft wel meerdere jaren samengewoond met zijn manager en goede vriend Anthony (Tony) Forwood in een vijftiende-eeuwse boerderij in Zuid-Frankrijk, maar volgens Bogarde was hun relatie puur vriendschappelijk. Forwood was de ex-man van actrice Glynis Johns en de vader van haar enige kind. Bogarde en Forwood woonden samen van begin jaren zeventig tot in de jaren tachtig, toen bij Forwood kanker werd geconstateerd, waarna de twee verhuisden naar Engeland. Bogarde bleef voor Forwood zorgen tot diens dood in 1988.
In 1982 werd Bogarde ridder in de Franse Orde van Kunsten en Letteren en in 1992 werd hij door de Britse vorstin tot ridder geslagen als Knight Bachelor, voor zijn bijdragen aan het acteren. Ook had hij een eredoctoraat van onder andere de University of St Andrews.
Na Forwoods dood werd Bogarde een fervent voorstander van euthanasie, en werd zelfs vicevoorzitter van de Voluntary Euthanasia Society.
In 1996 werd hij getroffen door een beroerte, waardoor hij gedeeltelijk verlamd raakte. Ondanks zijn verlamming wist hij echter nog het laatste deel van zijn autobiografie te voltooien, over de beroerte en zijn gevolgen. Zijn laatste levensjaar werd hij 24 uur per dag verzorgd. Bogarde stierf in 1999 op 78-jarige leeftijd aan een hartaanval.

## Filmografie (selectie)
- 1939 - Come On George! (Anthony Kimmins) (figurantenrol)
- 1947 - Dancing with Crime (John Paddy Carstairs)
- 1948 - Esther Waters (Ian Dalrymple)
- 1950 - The Blue Lamp (Basil Dearden)
- 1950 - So Long at the Fair (Terence Fisher)
- 1950 - The Woman in Question (Anthony Asquith)
- 1951 - Blackmailed (Marc Allégret)
- 1952 - Hunted (Charles Crichton)
- 1952 - The Gentle Gunman (Basil Dearden)
- 1954 - The Sleeping Tiger (Joseph Losey)
- 1954 - Doctor in the House (Ralph Thomas)
- 1954 - They Who Dare (Lewis Milestone)
- 1954 - For Better, for Worse (J. Lee Thompson)
- 1954 - The Sea Shall Not Have Them (Lewis Gilbert)
- 1955 - Cast a Dark Shadow (Lewis Gilbert)
- 1955 - Doctor at Sea (Ralph Thomas)
- 1957 - Doctor at Large (Ralph Thomas)
- 1957 - Campbell's Kingdom (Ralph Thomas)
- 1957 - Ill Met by Moonlight (Michael Powell en Emeric Pressburger)
- 1958 - A Tale of Two Cities (Ralph Thomas)
- 1959 - Libel (Anthony Asquith)
- 1960 - The Angel Wore Red (Nunnally Johnson)
- 1960 - Song Without End (George Cukor)
- 1961 - Victim (Basil Dearden)
- 1963 - The Mind Benders (Basil Dearden)
- 1963 - The Servant (Joseph Losey)
- 1964 - King & Country (Joseph Losey)
- 1965 - Darling (John Schlesinger)
- 1966 - Modesty Blaise (Joseph Losey)
- 1967 - Accident (Joseph Losey)
- 1967 - Our Mother's House (Jack Clayton)
- 1968 - The Fixer (John Frankenheimer)
- 1969 - The Damned (Luchino Visconti)
- 1969 - Justine (George Cukor)
- 1969 - Oh! What a Lovely War (Richard Attenborough)
- 1971 - Death in Venice (Luchino Visconti)
- 1973 - Le Serpent (Henri Verneuil)
- 1974 - The Night Porter (Il Portiere di notte) (Liliana Cavani)
- 1977 - Providence (Alain Resnais)
- 1977 - A Bridge Too Far (Richard Attenborough)
- 1978 - Despair (Rainer Werner Fassbinder)
- 1990 - Daddy Nostalgie (Bertrand Tavernier)

- Bibsys: 90090479
- Biblioteca Nacional de España: XX971402
- Bibliothèque nationale de France: cb13523034w (data)
- Catàleg d'autoritats de noms i títols de Catalunya: 981058526308906706
- CiNii: DA0483388X
- Gemeinsame Normdatei: 119545748
- International Standard Name Identifier: 0000 0001 2147 8570
- Library of Congress Control Number: n79139685
- Nationale Bibliotheek van Letland: 000242955
- MusicBrainz: 2a61305b-c1ab-44f6-b1a4-789ae8a45fbf
- Bibliotheek van het Japanse parlement: 00463452
- Nationale Bibliotheek van Tsjechië: jn19990000888
- Nationale bibliotheek van Australië: 35712884
- Nationale Bibliotheek van Israël: 987007258958805171
- Nationale Bibliotheek van Polen: a0000001637319
- Nederlandse Thesaurus van Auteursnamen: 069287430
- Réseau des bibliothèques de Suisse occidentale: 02-A020372684
- SNAC: w6dj6jm1
- Système universitaire de documentation: 050464256
- Trove: 1053586
- Union List of Artist Names: 500490486
- Virtual International Authority File: 111355131
- WorldCat: E39PBJdx983P4pCMxW8PwTRkDq